# Société alsacienne des carburants
Die Société alsacienne des carburants, abgekürzt Socal oder Soca, war ein französisches Mineralölunternehmen, das als Tochtergesellschaft der Pechelbronn SAEM die in der Raffinerie Pechelbronn hergestellten Kraftstoffe vertrieb. Das 1922 gegründete Unternehmen mit Sitz in Straßburg wurde 1948 mit der Société des Huiles Antar (SHA) zur Antar (Société anonyme d'exploitations pétrolières) fusioniert.

## Geschichte
Nach dem Ersten Weltkrieg wurde das Elsass 1918 wieder französisch, die deutschen Anlagen für die Erdölförderung aus den Pechelbronner Schichten wurden vom Frankreich beschlagnahmt und in die Pechelbronn SAEM einbrachte. Für den Vertrieb der Kraftstoffe wurde 1922 die Socal gegründet. Ab 1927 verkaufte Socal die Schmierstoffe unter dem Markennamen Antar, die Treibstoffe unter der Marke Socaline. Für den Verkauf der Schmierstoffe wurde 1927 die SHA gegründet. Socal hatte sein Vertriebsnetz im Osten und Südosten Frankreichs und betrieb auch Landesgesellschaften Socal SA in der Schweiz mit Firmensitz in Lausanne und die Sté Franco-Belge d’Entreposage de Pétrole in Belgien mit Firmensitz in Antwerpen.